# مانوس کروگ
مأنوس کروگ (انگلیسی: Magnus Krog؛ زادهٔ ۱۹ مارس ۱۹۸۷) اسکی‌باز نوردیک اهل نروژ است.